# Primera División 1960-1961 (Spagna)
La Primera División 1960-1961 è stata la 30ª edizione della massima serie del campionato spagnolo di calcio, disputata tra il 11 settembre 1960 e il 30 aprile 1961 e concluso con la vittoria del Real Madrid, al suo settimo titolo.
Capocannoniere del torneo è stato Ferenc Puskás (Real Madrid) con 27 reti.

## Classifica finale
|       | Pos. | Squadra          | Pt | G  | V  | N  | P  | GF | GS | DR  |
| ----- | ---- | ---------------- | -- | -- | -- | -- | -- | -- | -- | --- |
|       | 1.   | Real Madrid      | 52 | 30 | 24 | 4  | 2  | 89 | 25 | +64 |
| [ 2 ] | 2.   | Atlético Madrid  | 40 | 30 | 17 | 6  | 7  | 57 | 35 | +22 |
|       | 3.   | Real Saragozza   | 33 | 30 | 12 | 9  | 9  | 54 | 53 | +1  |
|       | 4.   | Barcellona       | 32 | 30 | 13 | 6  | 11 | 62 | 47 | +15 |
|       | 5.   | Valencia         | 32 | 30 | 11 | 10 | 9  | 46 | 42 | +4  |
|       | 6.   | Athletic Bilbao  | 30 | 30 | 12 | 6  | 12 | 42 | 41 | +1  |
|       | 7.   | Real Betis       | 30 | 30 | 11 | 8  | 11 | 42 | 44 | -2  |
|       | 8.   | Real Sociedad    | 30 | 30 | 10 | 10 | 10 | 37 | 46 | -9  |
|       | 9.   | Maiorca          | 28 | 30 | 12 | 4  | 14 | 38 | 41 | -3  |
|       | 10.  | Español          | 27 | 30 | 12 | 3  | 15 | 46 | 46 | 0   |
|       | 11.  | Siviglia         | 27 | 30 | 9  | 9  | 12 | 42 | 46 | -4  |
|       | 12.  | Racing Santander | 26 | 30 | 11 | 4  | 15 | 42 | 47 | -5  |
|       | 13.  | Real Oviedo      | 26 | 30 | 10 | 6  | 14 | 39 | 54 | -15 |
|       | 14.  | Elche            | 25 | 30 | 9  | 7  | 14 | 48 | 75 | -27 |
|       | 15.  | Real Valladolid  | 25 | 30 | 11 | 3  | 16 | 39 | 52 | -13 |
|       | 16.  | Granada          | 17 | 30 | 5  | 7  | 18 | 32 | 61 | -29 |

Legenda:
      Campione di Spagna e qualificato in Coppa dei Campioni 1961-1962
      Qualificato in Coppa delle Coppe 1961-1962
      Invitate alla Coppa delle Fiere 1961-1962
  Partecipa agli spareggi interdivisionali.
      Retrocesse in Segunda División 1961-1962
Regolamento:
Due punti a vittoria, uno a pareggio, zero a sconfitta.
In caso di arrivo di due o più squadre a pari punti, la graduatoria verrà stilata secondo la classifica avulsa tra le squadre interessate che prevede, in ordine, i seguenti criteri:
- Punti negli scontri diretti.
- Differenza reti negli scontri diretti.
- Differenza reti generale.
- Reti realizzate in generale.

## Spareggi

### Spareggi interdivisionali
Agli spareggi interdivisionali si scontravano la 13ª e 14ª classificata in Primera División con le seconde classificate dei due gironi di Segunda División. Le squadre vincenti dei due incontri avevano diritto a partecipare alla stagione successiva di Primera División.
|                | Risultati |                | Luogo e data          |
| -------------- | --------- | -------------- | --------------------- |
| Real Oviedo    | 1-0       | Celta Vigo     | Oviedo, 4 giugno 1961 |
| Celta Vigo     | 2-2       | Real Oviedo    | Vigo, 11 giugno 1961  |
|                |           |                |                       |
| Atlético Ceuta | 1-0       | Elche          | Ceuta, 4 giugno 1961  |
| Elche          | 4-0       | Atlético Ceuta | Elche, 11 giugno 1961 |
|                |           |                |                       |

## Statistiche

### Squadre

#### Capoliste solitarie
|    | ——         | ——         | ——         | —— | ——  | ——          | ——          | ——          | ——          | ——          | ——          | ——          | ——          | ——          | ——          | ——          | ——          | ——          | ——          | ——          | ——          | ——          | ——          | ——          | ——          | ——          | ——          | ——          | ——          | —— |  |
|    | Barcellona | Barcellona | Barcellona |    | Bar | Real Madrid | Real Madrid | Real Madrid | Real Madrid | Real Madrid | Real Madrid | Real Madrid | Real Madrid | Real Madrid | Real Madrid | Real Madrid | Real Madrid | Real Madrid | Real Madrid | Real Madrid | Real Madrid | Real Madrid | Real Madrid | Real Madrid | Real Madrid | Real Madrid | Real Madrid | Real Madrid | Real Madrid |    |  |
|    |            |            |            |    |     |             |             |             |             |             |             |             |             |             |             |             |             |             |             |             |             |             |             |             |             |             |             |             |             |    |  |
|    |            |            |            |    |     |             |             |             |             |             |             |             |             |             |             |             |             |             |             |             |             |             |             |             |             |             |             |             |             |    |  |
| 1ª | 2ª         | 3ª         | 4ª         | 5ª | 6ª  | 7ª          | 8ª          | 9ª          | 10ª         | 11ª         | 12ª         | 13ª         | 14ª         | 15ª         | 16ª         | 17ª         | 18ª         | 19ª         | 20ª         | 21ª         | 22ª         | 23ª         | 24ª         | 25ª         | 26ª         | 27ª         | 28ª         | 29ª         | 30ª         |    |  |